# Pseudoswammerdamia apicella
Pseudoswammerdamia apicella is een vlinder uit de familie van de stippelmotten (Yponomeutidae). De wetenschappelijke naam van de soort werd in 1792 gepubliceerd door Donovan.